# Weaverham
Weaverham est une paroisse civile et un village du Cheshire, en Angleterre.